# District de Lakki Marwat
Le district de Lakki Marwat (en ourdou : لکی مروت) est une subdivision administrative de la province Khyber Pakhtunkhwa au Pakistan. Constitué autour de sa capitale Lakki Marwat, le district est entouré par les districts de Bannu et de Karak au nord, la province du Pendjab à l'est, le district de Dera Ismail Khan au sud et le district de Tank ainsi que le Waziristan du Sud à l'ouest.
Créé en 1992, le district est peuplé de près d'un million de personnes en 2023, en majorité des Pachtounes. C'est une zone montagneuse frontalière avec les régions tribales. La population est principalement rurale et pauvre, et vit surtout de l'agriculture. 

## Histoire

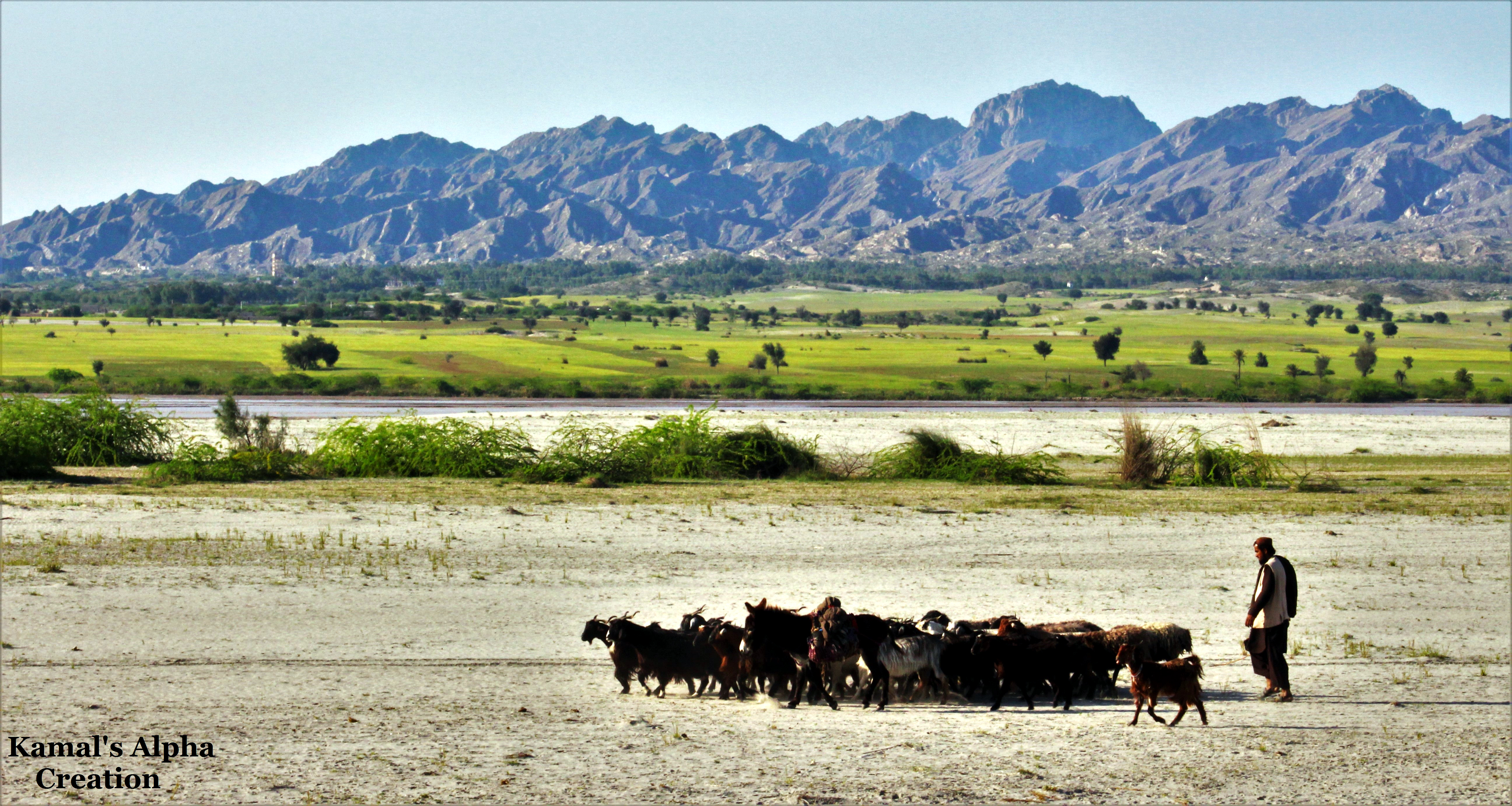
Paysages de Lakki Marwat.

La région de Lakki Marwat a été sous la domination de diverses puissances au cours de l'histoire, notamment le Sultanat de Delhi puis l'Empire moghol. Elle a ensuite été prise par l'Empire sikh en 1818, puis en 1848, elle est conquise par le Raj britannique. Elle est le lieu de peuplement historique des Marwats, une tribu pachtoune.
En 1947, Lakki Marwat est intégré au Pakistan à la suite de la partition des Indes, bien que la zone ait longtemps soutenu le mouvement Khudai Khidmatgar qui s'était opposé au mouvement pour le Pakistan. Le district de Lakki Marwat a été créé en 1992, alors qu'il était depuis 1860 un simple tehsil du district de Bannu.

### Insurrection islamiste
Le district, qui possède une frontière commune avec le Waziristan du Sud et donc les régions tribales, est situé dans la zone du conflit armé du Nord-Ouest du Pakistan qui oppose les autorités aux insurgés talibans pakistanais. Il a ainsi été sujet à des attaques terroristes et a été affecté en 2009 par les combats de l'opération Rah-e-Nijat, au Waziristan du Sud voisin.

## Démographie

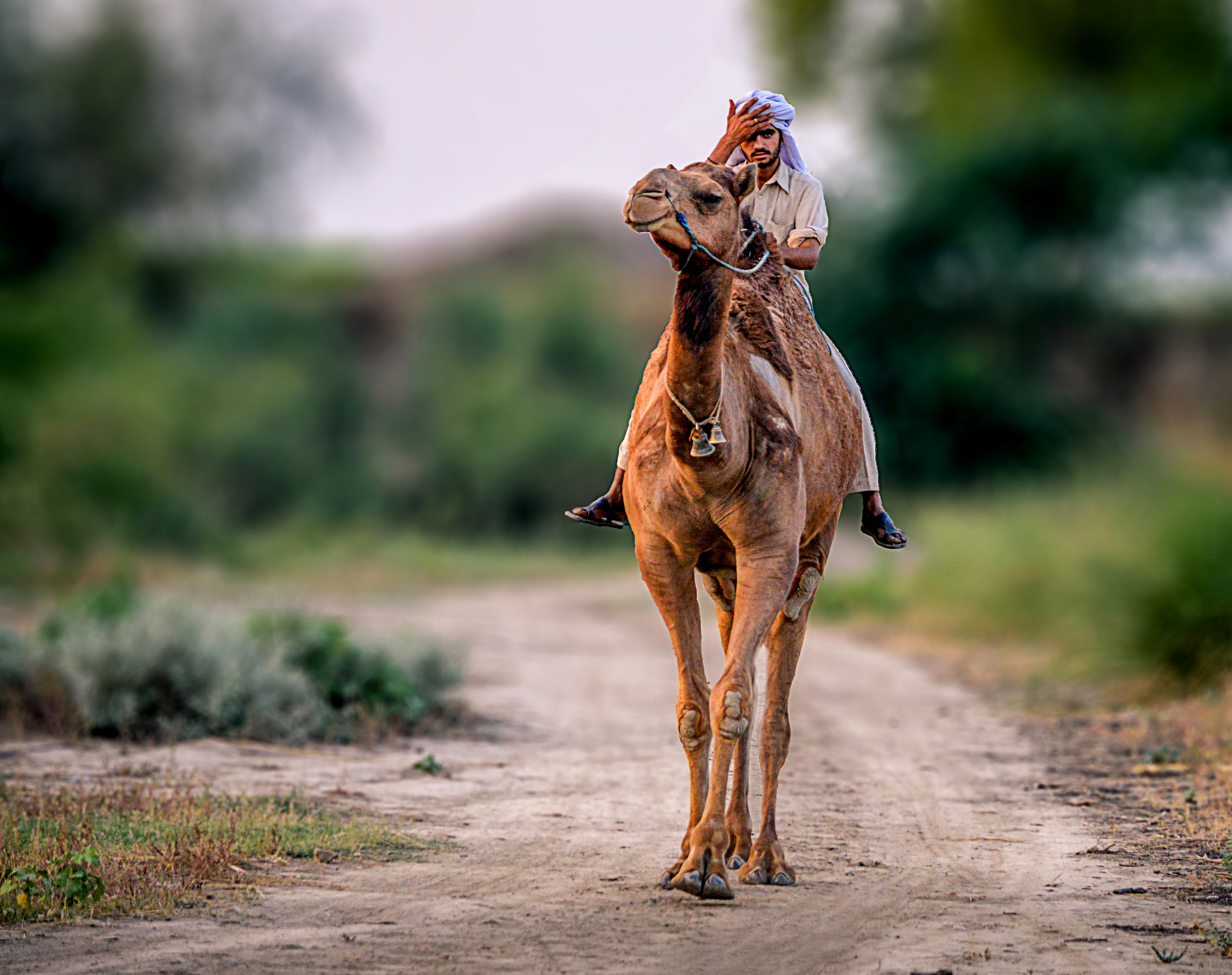
Homme du district.

Lors du recensement de 1998, la population du district a été évaluée à 490 025 personnes, dont près de 10 % d'urbains. Le taux d'alphabétisation était de 30 % environ, soit moins que les moyennes nationale et provinciale de 44 et 35 % respectivement. Il se situe à 50 % pour les hommes et 9 % pour les femmes, soit un différentiel de 41 points, largement supérieur aux 23 points pour l'ensemble du pays et aux 32 points de la province de Khyber Pakhtunkhwa.
Le recensement suivant mené en 2017 pointe une population de 876 182 habitants, soit une croissance annuelle de 3,1 %, supérieure aux moyennes provinciale et nationale de 2,9 % et 2,4 % respectivement. Le taux d'urbanisation reste lui stable,. 
En 2023, la population atteint un million d'habitants, avec une urbanisation toujours stable. L'alphabétisation progresse à 48,5 %, un peu moins que la moyenne provinciale de 51 %, dont 67 % pour les hommes et 29 pour les femmes. Signe de la vitalité démographique du district, 17,8 % de la population est âgée de moins de cinq ans, contre 15,6 % pour la province et 15,2 % pour le pays.
La grande majorité de la population sont des Pachtounes et la langue la plus parlée est le pachto, pour près de 99,7 % d'après le recensement de 2023. 
La population est à très large majorité musulmane, environ 99,8 % de la population en 2023. Les minorités religieuses présentent des effectifs très faibles : 2 040 chrétiens, 24 hindous et 12 sikhs. Autrefois plus nombreux, plus de 90 % des hindous et des sikhs partirent lors de la création du Pakistan et la partition de l'Inde.   

## Administration

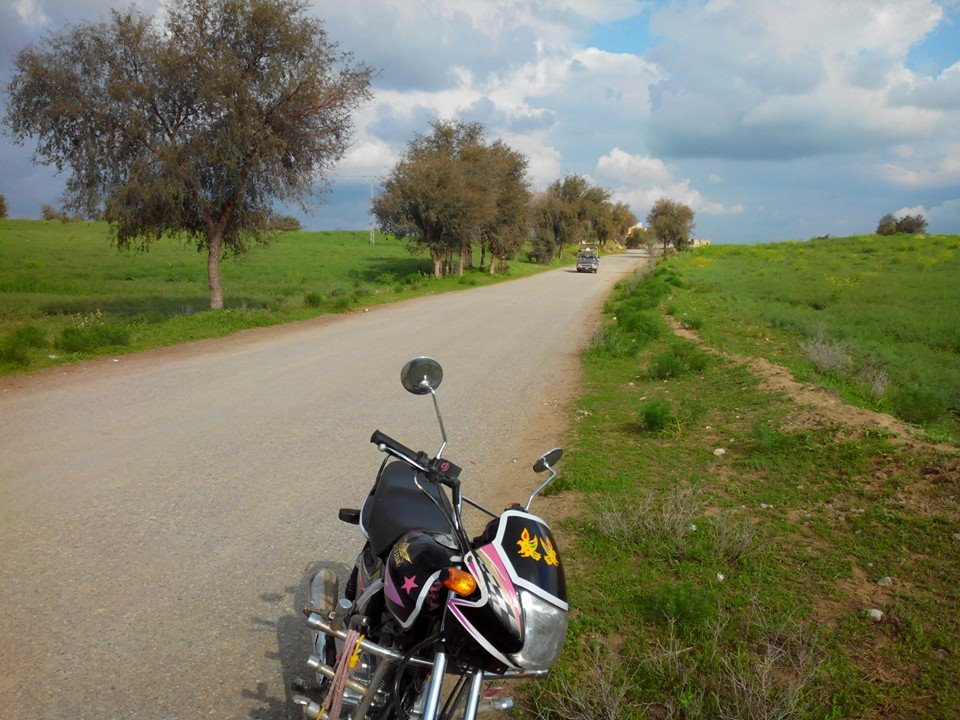
Route dans le district.

Le district est divisé en quatre tehsils ainsi que 34 Union Councils.
| Tehsil        | Union Councils | Population (rec. 2023) |
| ------------- | -------------- | ---------------------- |
| Lakki Marwat  |                | 341 693                |
| Serai Naurang |                | 333 817                |
| Ghazni Khel   |                | 329 775                |
| Bettani       |                | 35 571                 |

Le district compte seulement deux villes d'après le recensement de 2023. La plus importante est la capitale Lakki Marwat, qui regroupe à elle seule près de 7 % de la population totale du district et 70 % de la population urbaine, selon le recensement de 2023.
| Ville         | Population (rec. 2023) |
| ------------- | ---------------------- |
| Lakki Marwat  | 70 759                 |
| Serai Naurang | 32 330                 |

Le conseil de district dispose en 2016 d'un budget de 334 millions de roupies, soit environ deux millions d'euros. Accordée par la province de Khyber Pakhtunkhwa, la somme est destinée à remplir les compétences attribuées au district en matière d'éducation, de santé et d'investissements de développement.

## Politique
De 2002 à 2018, le district est représenté par les trois circonscriptions no 74 à 76 à l'Assemblée provinciale de Khyber Pakhtunkhwa. Lors des élections législatives de 2008, elles ont été remportées par deux candidats indépendants et un candidat de la Muttahida Majlis-e-Amal, et durant les élections législatives de 2013, toutes par des candidats du Jamiat Ulema-e-Islam (F).
Avec le redécoupage électoral de 2018, Lakki Marwat est représenté par la circonscription no 36 à l'Assemblée nationale et par les trois circonscriptions no 91 à 93 à l'Assemblée provinciale. Lors des élections de 2018, elles sont remportées par deux candidats de la Muttahida Majlis-e-Amal et un du Mouvement du Pakistan pour la justice. 
| Parti                                       | Voix (national) | %       | Élus nationaux | Élus provinciaux |
| ------------------------------------------- | --------------- | ------- | -------------- | ---------------- |
| Muttahida Majlis-e-Amal                     | 91 396          | 45,30 % | 1              | 2                |
| Mouvement du Pakistan pour la justice       | 81 859          | 40,57 % | 0              | 1                |
| Autres partis                               | 11 830          | 5,86 %  | 0              | 0                |
| Indépendants                                | 16 667          | 8,26 %  | 0              | 0                |
| Total exprimés (participation : 50,06 %)    | 201 752         | 100 %   | 1              | 3                |
| Source : Commission électorale du Pakistan. |                 |         |                |                  |